# Xã Paddock, Quận Gage, Nebraska
Xã Paddock (tiếng Anh: Paddock Township) là một xã thuộc quận Gage, tiểu bang Nebraska, Hoa Kỳ. Năm 2010, dân số của xã này là 385 người.